# Берберян, Мартин Габриелович
Мартин Габриелович Берберян (арм. Մարտին Բերբերյան; род. 22 мая 1980, Ереван, Армянская ССР) — армянский борец вольного стиля, многократный чемпион Армении, чемпион Европы (2004), призёр чемпионата мира (2005). Мастер спорта Армении международного класса (1998).

## Биография
Мартин Берберян начал заниматься вольной борьбой в 1987 году под руководством Самвела Маркаряна. В 1997 году становился серебряным призёром чемпионата мира среди юниоров, а в 1998 году - чемпионом Европы в этой возрастной категории. С 1999 года входил в состав национальной сборной Армении. В 2004 году завоевал звание чемпиона Европы. Так как чемпионат Европы 2004 года проводился в Анкаре, и соревнования проходили в день памяти жертв геноцида армян в Турции, этот успех Мартина Берберяна получил в Армении широкий общественный резонанс. Сразу после возвращения в Ереван президент НОК Армении Гагик Царукян вручил борцу ключи от автомобиля.
В 2005 году, перейдя в более тяжёлую весовую категорию, Мартин Берберян стал бронзовым призёром чемпионата мира после чего на два года прервал свои выступления, что было связано с его вступлением в брак и переездом в США. В 2008 году вернулся на ковёр, чтобы принять участие в Олимпийских играх в Пекине. На одном из отборочных соревнований  ему удалось завоевать право в них участвовать, но сам олимпийский турнир сложился для него неудачно. После этого Мартин Берберян принял решение завершить свою спортивную карьеру. 
С 2008 года работает главным тренером по борьбе в лос-анджелесском спортивном клубе «International Sports Union».
- Мартин Берберян — олимпийская статистика на сайте Sports-Reference.com (англ.)
- Мартин Берберян — профиль на сайте International Wrestling Database (англ.)
- Личный сайт Мартина Берберяна (англ.)
- Профиль на сайте клуба «International Sports Union» (англ.)